# Ígor Akinféyev
Ígor Vladímirovich Akinféyev (en ruso: И́горь Влади́мирович Акинфе́ев; Vídnoye, Unión Soviética, 8 de abril de 1986) es un futbolista ruso que juega como portero en el CSKA Moscú. Fue internacional con la selección de Rusia, de la cual fue capitán.

## Trayectoria
Comenzó a jugar en 2003 en el CSKA Moscú. Hizo su debut profesional cuando tenía 17 años y desde entonces ha sido la primera opción como arquero en el club. La obtención de diversos honores, incluyendo uno de la UEFA Cup, dos campeonatos nacionales y el trofeo 'Zvezda', otorgado al mejor jugador de fútbol de la antigua Unión Soviética. También es el primer vicecapitán del CSKA Moscú y ha capitaneado al CSKA dos veces en partidos de la Champions League, contra el FC Porto y el Hamburg SV en 2006.
En 2004, Ígor Akinféiev fue convocado por la selección rusa y asistió como tercer arquero en la Eurocopa 2004, después de Serguéi Ovchínnikov y Viacheslav Malaféyev. Su primer gran debut competitivo fue el 30 de marzo de 2005, en el partido contra Estonia en las clasificatorias para la Copa Mundial de Alemania 2006. Se convirtió en primer arquero después de una lesión de Malaféiev. El 6 de mayo de 2007, Akinféiev sufrió una lesión de rodilla en el empate 1-1 contra el FC Rostov, que lo mantuvo fuera de acción durante 4 meses. Como resultado de ello, perdió su condición de primer portero. Regresó a la selección nacional de Rusia a principios de noviembre.
En su segunda campaña en Champions League, mantuvo su portería a cero durante 1500 minutos, antes de conceder un gol contra el FC Porto.
Fue el primer guardameta de la selección rusa para el entrenador Guus Hiddink durante la Euro 2008.

## Selección nacional
Fue internacional con la selección de Rusia, jugando un total de 111 partidos. Hizo su debut el 28 de abril de 2004 en un partido ante Noruega con tan solo 18 años. Disputó la Eurocopa 2004 como tercer portero, no consiguió pasar de la primera fase. En la de 2008 quedaron en tercer lugar, llevándose la medalla de bronce. En la de 2012, no consiguió pasar de la primera fase, sin llegar a disputar ningún partido. Recuperó la titularidad en la de 2016, pero nuevamente cayó en fase de grupos. Fue nombrado embajador de la Copa Mundial de Fútbol 2018 celebrada en su país, Rusia.
El 12 de mayo de 2014, Fabio Capello, director técnico de la selección nacional de Rusia, incluyó a Akinféyev, uno de tres porteros, en la lista provisional de 30 jugadores que iniciarán la preparación con miras a la Copa Mundial de Fútbol de 2014 El 2 de junio fue ratificado por Capelo en la nómina definitiva de 23 jugadores.
El 4 de junio de 2018, el seleccionador Stanislav Cherchesov lo incluyó en la lista de 23 para el Mundial.
El 1 de julio de 2018 se convirtió en figura de su equipo eliminando a la selección de España en tanda de penales y clasificando por primera vez a Rusia a los cuartos de final de la Copa Mundial de Fútbol. El 7 de julio de 2018 volvió a realizar una buena actuación pero Rusia cayó derrotada en la tanda de penales frente a Croacia en los cuartos de final del Mundial.
El 1 de noviembre del 2018, el portero del CSKA de Moscú, referente y capitán de la selección rusa, anunció su retirada internacional a los 32 años.

### Participaciones enCopa Mundial de Fútbol
| Mundial                        | Sede   | Resultado        | Partidos | Goles |
| ------------------------------ | ------ | ---------------- | -------- | ----- |
| Copa Mundial de Fútbol de 2014 | Brasil | Primera fase     | 3        | 0     |
| Copa Mundial de Fútbol de 2018 | Rusia  | Cuartos de final | 5        | 0     |

### Participaciones enEurocopa
| Eurocopa      | Sede              | Resultado    |
| ------------- | ----------------- | ------------ |
| Eurocopa 2004 | Portugal          | Primera fase |
| Eurocopa 2008 | Austria y Suiza   | Semifinales  |
| Eurocopa 2012 | Polonia y Ucrania | Primera fase |
| Eurocopa 2016 | Francia           | Primera fase |

## Estadísticas
| Club               | Div.       | Temporada  | Liga  | Liga  | Copas nacionales | Copas nacionales | Torneos internacionales | Torneos internacionales | Total | Total |
| Club               | Div.       | Temporada  | Part. | Goles | Part.            | Goles            | Part.                   | Goles                   | Part. | Goles |
| ------------------ | ---------- | ---------- | ----- | ----- | ---------------- | ---------------- | ----------------------- | ----------------------- | ----- | ----- |
| CSKA Moscú · Rusia | 1.ª        | 2003       | 13    | 0     | 4                | 0                | 1                       | 0                       | 18    | 0     |
| CSKA Moscú · Rusia | 1.ª        | 2004       | 26    | 0     | 2                | 0                | 10                      | 0                       | 38    | 0     |
| CSKA Moscú · Rusia | 1.ª        | 2005       | 29    | 0     | 7                | 0                | 16                      | 0                       | 52    | 0     |
| CSKA Moscú · Rusia | 1.ª        | 2006       | 28    | 0     | 7                | 0                | 8                       | 0                       | 44    | 0     |
| CSKA Moscú · Rusia | 1.ª        | 2007       | 11    | 0     | 3                | 0                | 5                       | 0                       | 18    | 0     |
| CSKA Moscú · Rusia | 1.ª        | 2008       | 27    | 0     | 2                | 0                | 6                       | 0                       | 38    | 0     |
| CSKA Moscú · Rusia | 1.ª        | 2009       | 26    | 0     | 5                | 0                | 10                      | 0                       | 45    | 0     |
| CSKA Moscú · Rusia | 1.ª        | 2010       | 26    | 0     | 2                | 0                | 11                      | 0                       | 41    | 0     |
| CSKA Moscú · Rusia | 1.ª        | 2011-12    | 26    | 0     | 5                | 0                | 4                       | 0                       | 37    | 0     |
| CSKA Moscú · Rusia | 1.ª        | 2012-13    | 28    | 0     | 2                | 0                | 2                       | 0                       | 33    | 0     |
| CSKA Moscú · Rusia | 1.ª        | 2013-14    | 29    | 0     | 4                | 0                | 6                       | 0                       | 39    | 0     |
| CSKA Moscú · Rusia | 1.ª        | 2014-15    | 30    | 0     | 3                | 0                | 6                       | 0                       | 39    | 0     |
| CSKA Moscú · Rusia | 1.ª        | 2015-16    | 30    | 0     | 4                | 0                | 10                      | 0                       | 44    | 0     |
| CSKA Moscú · Rusia | 1.ª        | 2016-17    | 29    | 0     | 1                | 0                | 6                       | 0                       | 35    | 0     |
| CSKA Moscú · Rusia | 1.ª        | 2017-18    | 28    | 0     | 0                | 0                | 16                      | 0                       | 44    | 0     |
| CSKA Moscú · Rusia | 1.ª        | 2018-19    | 30    | 0     | 1                | 0                | 5                       | 0                       | 36    | 0     |
| CSKA Moscú · Rusia | 1.ª        | 2019-20    | 30    | 0     | 1                | 0                | 5                       | 0                       | 36    | 0     |
| CSKA Moscú · Rusia | 1.ª        | 2020-21    | 28    | 0     | 3                | 0                | 6                       | 0                       | 37    | 0     |
| CSKA Moscú · Rusia | 1.ª        | 2021-22    | 29    | 0     | 2                | 0                | -                       | -                       | 31    | 0     |
| CSKA Moscú · Rusia | 1.ª        | 2022-23    | 29    | 0     | 6                | 0                | -                       | -                       | 35    | 0     |
| CSKA Moscú · Rusia | 1.ª        | 2023-24    | 25    | 0     | 2                | 0                | -                       | -                       | 27    | 0     |
| CSKA Moscú · Rusia | 1.ª        | 2024-25    | 28    | 0     | 2                | 0                | -                       | -                       | 30    | 0     |
| CSKA Moscú · Rusia | 1.ª        | 2025-26    | 0     | 0     | 1                | 0                | -                       | -                       | 1     | 0     |
| Total club         | Total club | Total club | 596   | 0     | 69               | 0                | 133                     | 0                       | 798   | 0     |

### Selección
| Selección     | Temporada     | Amistosos | Amistosos | Clasificación Eurocopa | Clasificación Eurocopa | Eurocopa | Eurocopa | Clasificación Copa Mundial | Clasificación Copa Mundial | Copa Mundial | Copa Mundial | Copa Confederaciones | Copa Confederaciones | Total | Total |
| Selección     | Temporada     | Part.     | G.R.      | Part.                  | G.R.                   | Part.    | G.R.     | Part.                      | G.R.                       | Part.        | G.R.         | Part.                | G.R.                 | Part. | G.R.  |
| ------------- | ------------- | --------- | --------- | ---------------------- | ---------------------- | -------- | -------- | -------------------------- | -------------------------- | ------------ | ------------ | -------------------- | -------------------- | ----- | ----- |
| Rusia         | 2004          | 1         | -3        | -                      | -                      | -        | -        | -                          | -                          | -            | -            | -                    | -                    | 1     | -3    |
| Rusia         | 2005          | -         | -         | -                      | -                      | -        | -        | 7                          | -3                         | -            | -            | -                    | -                    | 7     | -3    |
| Rusia         | 2006          | 3         | -1        | 4                      | -1                     | -        | -        | -                          | -                          | -            | -            | -                    | -                    | 7     | -2    |
| Rusia         | 2007          | 1         | -4        | 1                      | 0                      | -        | -        | -                          | -                          | -            | -            | -                    | -                    | 2     | -4    |
| Rusia         | 2008          | 4         | -5        | -                      | -                      | 5        | -8       | 3                          | -3                         | -            | -            | -                    | -                    | 12    | -16   |
| Rusia         | 2009          | 1         | -3        | -                      | -                      | -        | -        | 9                          | -5                         | -            | -            | -                    | -                    | 10    | -8    |
| Rusia         | 2010          | 3         | -3        | 4                      | -3                     | -        | -        | -                          | -                          | -            | -            | -                    | -                    | 7     | -6    |
| Rusia         | 2011          | 2         | -1        | 2                      | -1                     | -        | -        | -                          | -                          | -            | -            | -                    | -                    | 4     | -2    |
| Rusia         | 2012          | 3         | -1        | -                      | -                      | 0        | 0        | 4                          | 0                          | -            | -            | -                    | -                    | 7     | -1    |
| Rusia         | 2013          | 2         | -1        | -                      | -                      | -        | -        | 6                          | -5                         | -            | -            | -                    | -                    | 8     | -6    |
| Rusia         | 2014          | 5         | -1        | 4                      | -3                     | -        | -        | -                          | -                          | 3            | -3           | -                    | -                    | 12    | -7    |
| Rusia         | 2015          | 2         | -2        | 6                      | -2                     | -        | -        | -                          | -                          | -            | -            | -                    | -                    | 8     | -4    |
| Rusia         | 2016          | 6         | -7        | -                      | -                      | 3        | -6       | -                          | -                          | -            | -            | -                    | -                    | 9     | -13   |
| Rusia         | 2017          | 6         | -9        | -                      | -                      | -        | -        | -                          | -                          | -            | -            | 3                    | -3                   | 9     | -12   |
| Rusia         | 2018          | 3         | -5        | -                      | -                      | -        | -        | -                          | -                          | 5            | -7           | -                    | -                    | 8     | -12   |
| Rusia         | Total         | 42        | -46       | 21                     | -10                    | 8        | -14      | 29                         | -16                        | 8            | -10          | 3                    | -3                   | 111   | -99   |
| Total carrera | Total carrera | 42        | -46       | 21                     | -10                    | 8        | -14      | 29                         | -16                        | 8            | -10          | 3                    | -3                   | 111   | -99   |

## Palmarés

### Campeonatos nacionales
| Título                | Club       | País  | Año  |
| --------------------- | ---------- | ----- | ---- |
| Liga Premier de Rusia | CSKA Moscú | Rusia | 2003 |
| Supercopa de Rusia    | CSKA Moscú | Rusia | 2004 |
| Liga Premier de Rusia | CSKA Moscú | Rusia | 2005 |
| Copa de Rusia         | CSKA Moscú | Rusia | 2005 |
| Liga Premier de Rusia | CSKA Moscú | Rusia | 2006 |
| Supercopa de Rusia    | CSKA Moscú | Rusia | 2006 |
| Copa de Rusia         | CSKA Moscú | Rusia | 2007 |
| Supercopa de Rusia    | CSKA Moscú | Rusia | 2007 |
| Copa de Rusia         | CSKA Moscú | Rusia | 2008 |
| Supercopa de Rusia    | CSKA Moscú | Rusia | 2009 |
| Copa de Rusia         | CSKA Moscú | Rusia | 2009 |
| Copa de Rusia         | CSKA Moscú | Rusia | 2011 |
| Liga Premier de Rusia | CSKA Moscú | Rusia | 2013 |
| Copa de Rusia         | CSKA Moscú | Rusia | 2013 |
| Supercopa de Rusia    | CSKA Moscú | Rusia | 2013 |
| Liga Premier de Rusia | CSKA Moscú | Rusia | 2014 |
| Supercopa de Rusia    | CSKA Moscú | Rusia | 2014 |
| Liga Premier de Rusia | CSKA Moscú | Rusia | 2016 |
| Supercopa de Rusia    | CSKA Moscú | Rusia | 2018 |
| Copa de Rusia         | CSKA Moscú | Rusia | 2023 |
| Copa de Rusia         | CSKA Moscú | Rusia | 2025 |
| Supercopa de Rusia    | CSKA Moscú | Rusia | 2025 |

### Torneos internacionales
| Título          | Club       | Sede   | Año  |
| --------------- | ---------- | ------ | ---- |
| Copa de la UEFA | CSKA Moscú | Lisboa | 2005 |

### Distinciones individuales
| Distinción                                                            | Año    |
| --------------------------------------------------------------------- | ------ |
| Incluido en la lista de los 33 mejores jugadores del Campeonato Ruso  | 2004   |
| Premio Lev Yashin: Portero del Año                                    | 2004   |
| Mejor Jugador Joven de la Russian Premier League                      | 2005   |
| Incluido en la lista de los 33 mejores jugadores del Campeonato Ruso  | 2005   |
| Premio Golden Horseshoe: Plata                                        | 2005   |
| Premio Lev Yashin: Portero del Año                                    | 2005   |
| Mejor Portero del Báltico y de la Comunidad de Estados Independientes | 2006   |
| Incluido en la lista de los 33 mejores jugadores del Campeonato Ruso  | 2006   |
| Premio Golden Horseshoe: Plata                                        | 2006   |
| Premio Lev Yashin: Portero del Año                                    | 2006   |
| Incluido en la lista de los 33 mejores jugadores del Campeonato Ruso  | 2008   |
| Mejor Portero Ruso según la Unión del Fútbol de Rusia                 | 2008   |
| Mejor Portero Joven de Europa                                         | 2008   |
| Premio Golden Horseshoe: Plata                                        | 2008   |
| Premio Lev Yashin: Portero del Año                                    | 2008   |
| Incluido en la lista de los 33 mejores jugadores del Campeonato Ruso  | 2009   |
| Mejor Portero Ruso según la Unión del Fútbol de Rusia                 | 2009   |
| Premio Golden Horseshoe: Plata                                        | 2009   |
| Premio Lev Yashin: Portero del Año                                    | 2009   |
| Incluido en la lista de los 33 mejores jugadores del Campeonato Ruso  | 2010   |
| Mejor Portero Ruso según la Unión del Fútbol de Rusia                 | 2010   |
| Premio Lev Yashin: Portero del Año                                    | 2010   |
| Premio Golden Horseshoe: Oro                                          | 2010   |
| Quinto Mejor Portero del Mundo según la FIFA                          | 2010   |
| Incluido en la lista de los 33 mejores jugadores del Campeonato Ruso  | 2011   |
| Futbolista con más partidos disputados en la Liga Premier de Rusia    | Actual |
| MVP contra España en la Copa Mundial de Fútbol de 2018.               | 2018   |

### Otros
| Distinción          | Año  |
| ------------------- | ---- |
| Orden de la Amistad | 2006 |

## Plano personal
En abril de 2023, en medio de la guerra entre Rusia y Ucrania, Akinféyev se encontraba entre varias personas en el campo del deporte que fueron sancionadas por el gobierno ucraniano, congelando sus activos en Ucrania e implementando una prohibición de 50 años de ingresar al país.